# Alpine white
Alpine white er et guitarfinish hos Gibson.

Guitarer i Alpine white har hvid lakering, sort pickcover og pickups i guld